# مرتبة ضربية
في نظرية الأعداد، المرتبة الضربية أو المُضاعف المُرتب (بالإنجليزية: Multiplicative order)‏ للعدد الصحيح {\displaystyle a} معيار {\displaystyle n} حيث {\displaystyle \gcd(a,n)=1} يُعرَّف على أنه أصغر عدد صحيح موجب {\displaystyle d} حيث {\displaystyle a^{d}\equiv 1{\pmod {n}}}.
يُرمز له بالتدوين {\displaystyle ord_{n}(a)} أو {\displaystyle O_{n}(a)}.
بتعبير آخر، المرتبة الضربية للعدد a بتردد عدد ما n، هو مرتبة العنصر a في الزمرة الضربية [الإنجليزية] المكونة من الوحدات في حلقة الأعداد الصحيحة بتردد n.

## مثال
قوى 4 معيار 7 هي كالآتي:
{\displaystyle {\begin{array}{llll}4^{0}&=1&=0\times 7+1&\equiv 1{\pmod {7}}\\4^{1}&=4&=0\times 7+4&\equiv 4{\pmod {7}}\\4^{2}&=16&=2\times 7+2&\equiv 2{\pmod {7}}\\4^{3}&=64&=9\times 7+1&\equiv 1{\pmod {7}}\\4^{4}&=256&=36\times 7+4&\equiv 4{\pmod {7}}\\4^{5}&=1024&=146\times 7+2&\equiv 2{\pmod {7}}\\\end{array}}}
إلى آخره...
أصغر عدد صحيح موجب {\displaystyle d} بحيث (4k = 1 (mod 7 هو 3، لذا فإنَّ O7(4) = 3.